# Olacyr de Moraes
Olacyr Francisco de Moraes (Itápolis, 1 de abril de 1931 — São Paulo, 16 de junho de 2015) foi um empresário brasileiro.

## Biografia
Olacyr já foi o maior produtor individual de soja do mundo, que o tornou conhecido como "Rei da Soja", pioneiro deste cultivo na região de cerrado e dono da Fazenda Itamarati onde, dentre outras pesquisas, foram desenvolvidas variedades de cultivos, como o algodão ITA-90, que tornou o Brasil exportador do produto. Pai do também empresário Marcos de Moraes, criador do primeiro email gratuito do Brasil, o Zipmail e do Portal Zip.net (vendido para a Portugal Telecom).

## Empreendimentos
Olacyr de Moraes surgiu como produtor de soja após uma cheia do Rio Mississipi, que prejudicou a produção estadunidense, no ano de 1973, levando o cultivo do grão para a região do cerrado de Mato Grosso — o que foi considerado um pioneirismo. Em sua Fazenda Itamarati, passou a financiar a pesquisa genética e o desenvolvimento de diversos cultivares adaptados às condições peculiares do país.
Foi também grande produtor de cana-de-açúcar e etanol e, dentre seus empreendimentos, está a ferrovia Ferronorte — responsável pelos prejuízos que fizeram-no perder a fortuna que o tornara o mais jovem brasileiro a ter um patrimônio pessoal acima de um bilhão de dólares — o Banco Itamarati (vendido ao Banco de Crédito Nacional) e a empreiteira Constran.
Em 2004, a Fazenda Itamarati foi vendida ao INCRA, para assentamento do MST.
Em fevereiro de 2011, Olacyr de Moraes descobre jazida de tálio em Barreiras, na Bahia, colocando o Brasil no seleto grupo de produtores desse metal.

## Homenagens
Olacyr é nome de avenida em sua cidade natal, Itápolis.
Por iniciativa do deputado estadual de Mato Grosso, Wagner Ramos, o trecho da rodovia MT-358 que liga o distrito de Assari em Barra do Bugres até a cidade de Tangará da Serra, (ambas cidades mato-grossenses) passou a ter o seu nome.
Em Campo Novo do Parecis, a avenida de maior tráfego da cidade é denominada Avenida Olacyr Francisco de Moraes, sendo ela o trecho da BR-364 que passa por dentro do perímetro urbano.

## Morte
Olacyr de Moraes faleceu aos 84 anos, terça-feira, 16 de Junho de 2015, às 3h40min da manhã na cidade de São Paulo. Olacyr lutou contra um câncer de pâncreas descoberto no início de 2014, mas acabou sucumbindo à doença devido a outras complicações, como diabetes e sangramentos intestinais.